# Swammerdamia
Swammerdamia là một chi bướm đêm thuộc họ Yponomeutidae.

## Các loài
- Swammerdamia albicapitella - Scharfenberg, 1805
- Swammerdamia aulosema - Meyrick, 1932
- Swammerdamia beirnei - Doganlar, 1979
- Swammerdamia caesiella - Hübner, 1796
- Swammerdamia castaneae - Busck, 1914
- Swammerdamia cerasiella - Hübner, 1816
- Swammerdamia compunctella - Herrich-Schäffer, 1855
- Swammerdamia conspersella - Tengström, 1847
- Swammerdamia cuprescens - Braun, 1918
- Swammerdamia griseocapitella - Stainton, 1849
- Swammerdamia heroldella - Hübner, 1825
- Swammerdamia lutarea - Haworth, 1828
- Swammerdamia maculatella - Turati, 1930
- Swammerdamia moensis - Strand, 1920
- Swammerdamia nanivora - Stainton, 1871
- Swammerdamia nubeculella - Tengström, 1847
- Swammerdamia oxycanthella - Duponchel, 1842
- Swammerdamia passerella - Zett.,
- Swammerdamia pyrella - de Villers, 1789
- Swammerdamia spiniella - Zeller, 1871
- Swammerdamia variegata - Tengström, 1869